# Lewis John Wood
Pour les articles homonymes, voir Wood.
Lewis John Wood (1813–1901), est un architecte, peintre et lithographe britannique.

## Œuvres

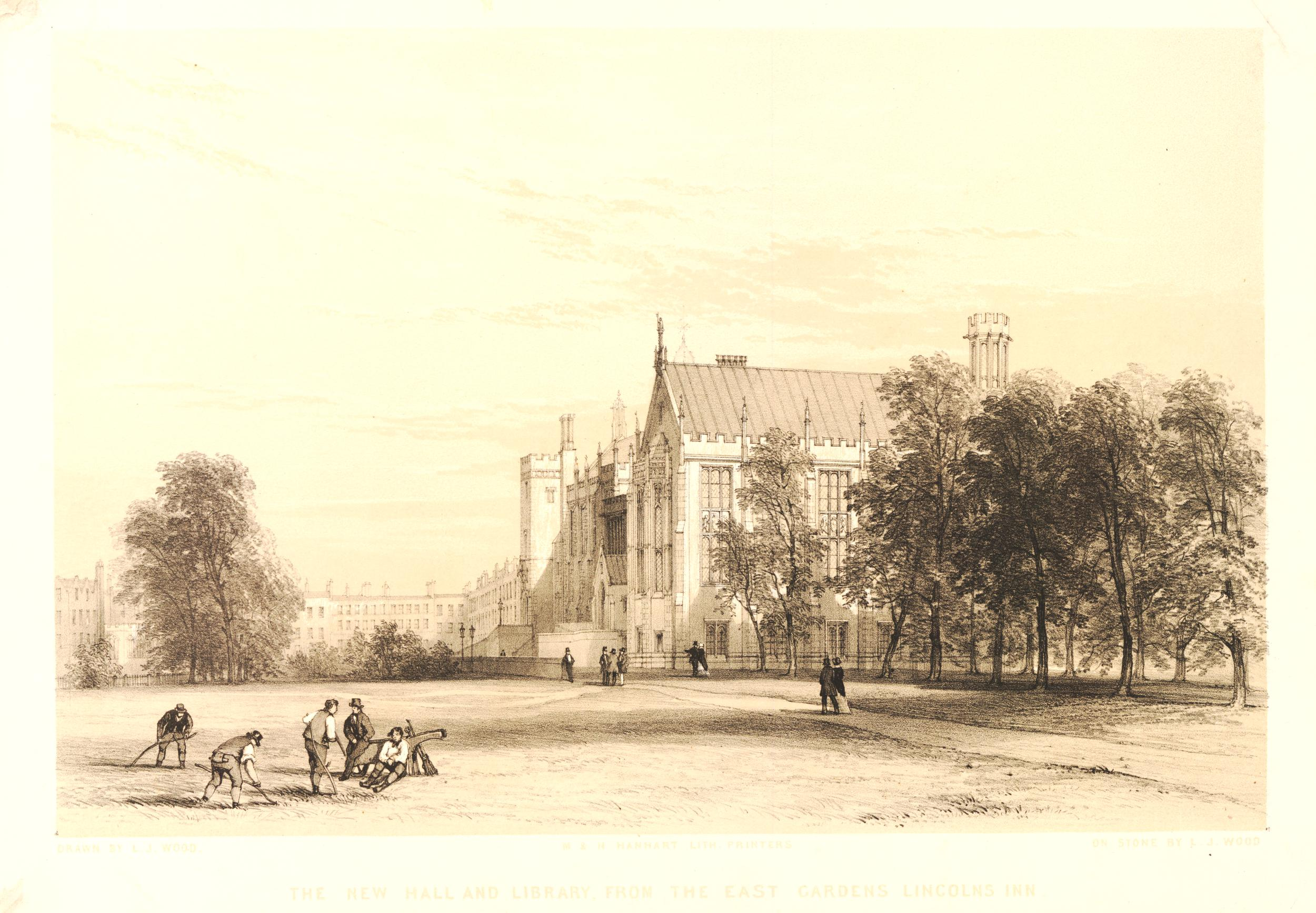
The New Hall and Library, from the East Gardens Lincolns Inn, lithographie, ca 1845
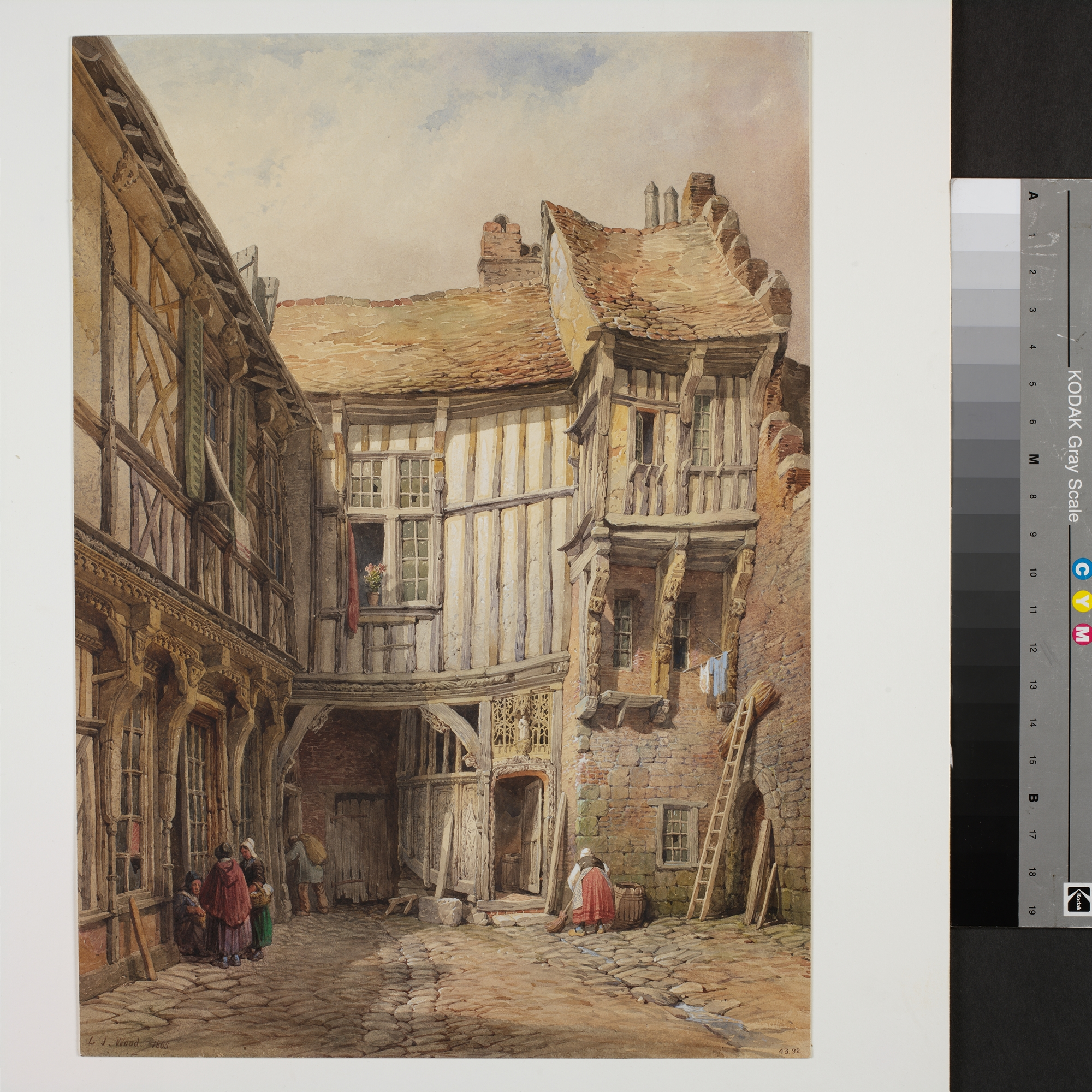
Cour de maison au no 29 rue de la Tannerie, Abbeville, Somme, 1865